# Benjamin Dillingham

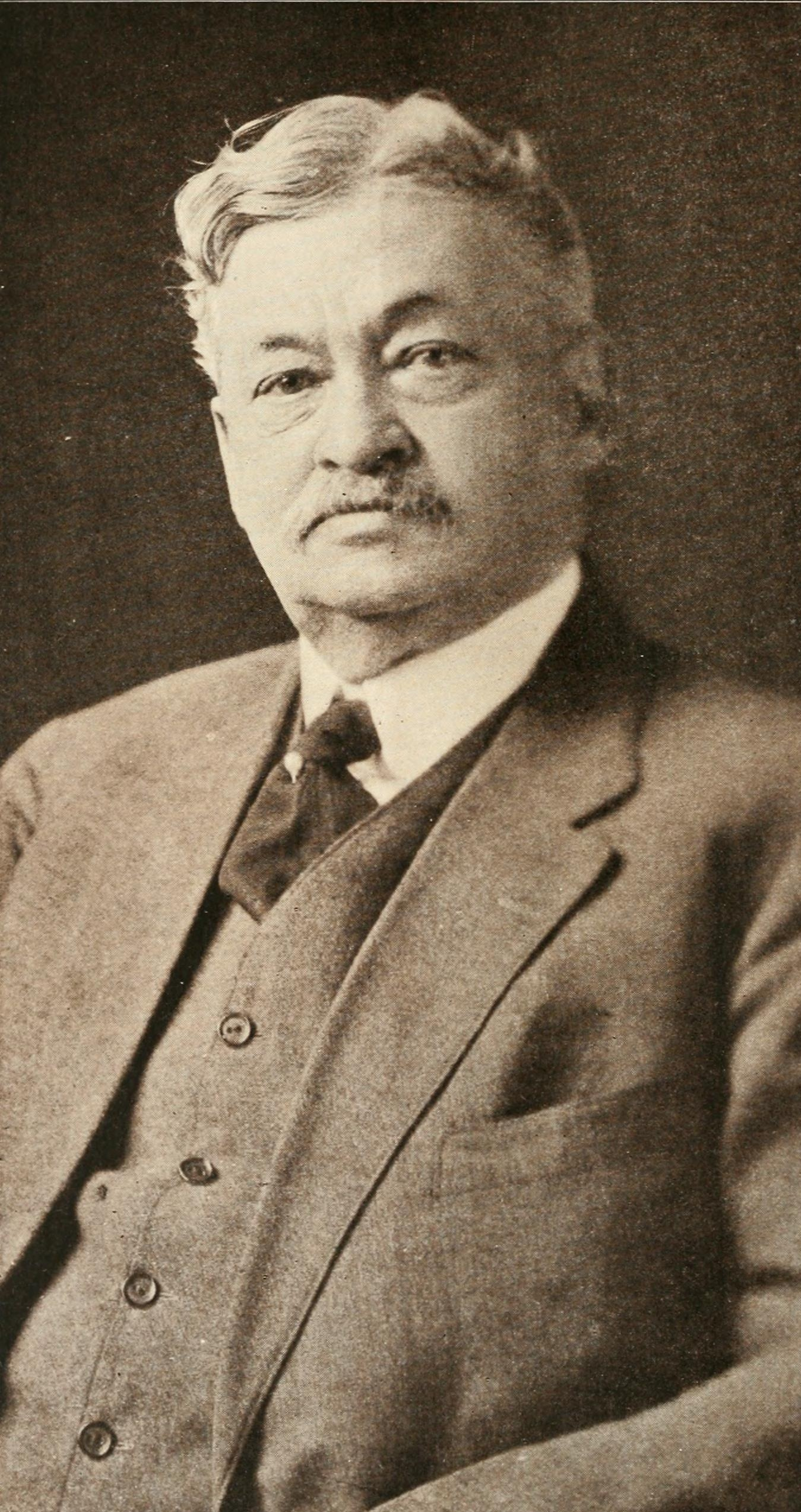
Benjamin F. Dillingham

Benjamin Franklin Dillingham (* 4. September 1844 in West Brewster, Massachusetts; † 17. April 1918 in Honolulu) war einer der erfolgreichsten Unternehmer und Plantagenbesitzer in Hawaii. Er war auch der Gründer der Eisenbahngesellschaften Oahu Railway and Land Company und Hawaii Consolidated Railway.

## Leben und Karriere
Benjamin F. Dillingham wurde in West Brester am Cape Cod im US-Bundesstaat Massachusetts als Sohn des Seefahrers Benjamin Clark Dillingham und Lydia Howes geboren. Er besuchte die öffentliche Schule in Southborough, bis er im Alter von 14 Jahren mit der Seefahrt begann. Auf dem Klipper Southern Cross, dessen Kapitän sein Onkel war, reiste er zweimal um die Welt. Im Jahr 1865 kam er als Offizier des Segelschiffs Whistler, das regelmäßig die Route San Francisco – Honolulu befuhr, in Hawaii an. Nach einem Reitunfall, bei dem er sich das Bein brach und in ein Krankenhaus kam, legte die Whistler ohne ihn ab.
Nachdem er genesen war, suchte er sich eine Anstellung in einem Eisenwarenladen für 40 US-Dollar pro Woche. Er lernte Alfred Castle, Sohn der erfolgreichen Unternehmerfamilie Castle (Castle and Cooke) kennen, der von seinem unternehmerischen Geschick beeindruckt war und ihm 28.000 US-Dollar lieh, um mit ihm 1869 den Eisenwarenladen unter dem neuen Namen Dillingham & Co. zu übernehmen. Im gleichen Jahr heiratete er die Missionarstochter Emma Louisa Smith. Er leitete die Firma bis 1889, als er sich seinem neuen Projekt, den Bau einer Eisenbahnstrecke von Honolulu in den Norden von Oʻahu zuwandte. Kritiker nannten sein Vorhaben „Dillingham's Folly“, aber er hatte die Vision von Tausenden Acres Zuckerrohrplantagen auf dem Land, das bisher nur zur Viehzucht und auf kleinen Feldern zum Reis- und Bananenanbau genutzt wurde. Diese wollte er mit seinem Projekt verbinden und deren Ernten als Fracht transportieren. Er hatte die Idee, die bisher eher unproduktiven Landstriche in der Tiefebene von Oahu durch artesische Brunnen zu bewässern, zu jener Zeit eine neue Technologie. Damit konnte er schließlich Investoren überzeugen.
Im Jahr 1890 gründete er die Ewa Plantation Company. Er verkaufte Anteile im Wert von 750.000 US-Dollar an Investoren und pachtete große Flächen vermeintlich unproduktiven Landes zunächst in der Ewa Ebene nahe Kapolei sowie um Kahuku im Norden der Insel, die er teilweise unterverpachtete. Sie wurden durch die künstliche Bewässerung sehr ertragreich. 1888 erhielt er von der Hawaii-Regierung die Genehmigung zum Bau einer Eisenbahn. Er gründete die Oahu Railway and Land Company und verband damit 1890 den Hafen von Honolulu mit der Ewa-Plantage. In den folgenden Jahren erweiterte er die Strecke um die West- und Nordküste der Insel über Haleʻiwa, wo er gegenüber dem Bahnhof ein Luxushotel errichtete, bis Kahuku an der Nordostspitze Oahus auf eine Länge von 115 km. Anschließend expandierte er seine Plantagenwirtschaft auch auf die Nachbarinseln, auf Hawaii (Big Island) baute er ab 1899 die Hawaii Consolidated Railway. Bevor seine Investitionen jedoch einen Gewinn abwarfen, war seine Verschuldung bis 1903 höher als die öffentliche Verschuldung der Republik Hawaiʻi zur Zeit ihrer Annexion. Unter der hohen Schuldenlast litt auch seine Gesundheit, sodass er 1904 die Geschäfte seinem Sohn Walter übergab. Im Jahr 1911 hatte er seine letzten Schulden zurückgezahlt. Er lebte auf seiner Ranch in Mokulēʻia und verstarb 1918 im Alter von 73 Jahren.

## Postum
Der große wirtschaftliche Erfolg vieler seiner Unternehmen stellte sich jedoch erst nach seinem Tod ein. So ergab die Ewa-Plantage bei der ersten Ernte 1892 nur 2849 Tonnen Zucker. Im Jahr 1923 war sie bereits die erste Zuckerrohrplantage der Welt, auf der pro Acre zehn Tonnen Zucker geerntet wurden, und 1933 produzierte sie über 61.000 Tonnen. Benjamin Dillingham hatte die Basis für den wirtschaftlichen Erfolg seines Sohnes Walter Francis Dillingham geschaffen, der 1902 die Hawaiian Dredging & Construction Company gründete. Diese erhielt den Auftrag, den Hafen von Honolulu und Pearl Harbor auszubaggern sowie mit dem Bau des Ala Wai Canals das Gebiet Waikiki trockenzulegen. Sie entwickelte sich in den folgenden Jahrzehnten zu einem der größten Bauunternehmen der Vereinigten Staaten.